# Dungeons & Dragons Online
Dungeons & Dragons Online: Eberron Unlimited (сокращённо DDO) — компьютерная игра в жанре MMORPG, созданная компанией Turbine, Inc. Изначально игра выпущена под названием Dungeons & Dragons Online: Stormreach. Игра является онлайн версией настольной ролевой игры Dungeons & Dragons в сеттинге Эберрон, а также, с Update 14 (MotU) в сеттинге Forgotten Realms на основе правил редакции D&D 3,5.

## Разработка
Dungeons & Dragons Online: Stormreach разрабатывалась компанией Turbine более двух лет. Первоначальный прототип и концепцию создали Джейсон Бут, Дэн Оглс, Карделл Керр, Кен Труп, и Майкл Шейдоу совместно с Wizards of the Coast, издателями настольной версии игры. Позже часть этой команды занялась разработкой другого проекта Turbine Властелин Колец Онлайн, часть — покинула компанию. Разработка была продолжена командой во главе с Джеймсом Джонсом, и DDO был выпущен 28 февраля 2006 года. Издателем игры в Северной Америке стала компания Atari. В декабре 2016 года сотрудники Turbine, Inc. сформировали студию Standing Stone Games, которая вместе с Daybreak Games выкупила права на DDO и LotRO и продолжает разработку и поддержку обеих игр. Издателем становится Daybreak Games.

## Игровой мир
Действие игры происходит на континенте Ксен’Дрик, в мире Эберрон. Игроки могут создавать своих персонажей согласно правилам редакции D&D 3,5 и играть ими в открытых и закрытых локациях, включая подземелья.
Хотя игра основана в значительной степени на настольной D&D 3,5, она содержит изменения по сравнению с настольной игрой, некоторые из которых были введены в связи с различиями в динамике между компьютерными и настольными играми.
Центр действия игры находится в огромном городе Стормрич, построенном сто лет назад и недавно заселённом людьми. Город разделён на несколько районов: гавань, базар и пять домов, отмеченных драконом. Также действие происходит за пределами городских стен, в других областях по всему континенту, каждый дом имеет свои квесты.

## Оплата
В Северной Америке игра издается компанией Atari с использованием системы free-to-play, игроки могут получить VIP-статус, заплатив абонентскую плату, которая предоставляет дополнительные награды каждый месяц. Пять серверов DDO в Северной Америке (до слияния их было 14) названы в честь географических регионов мира Эберрон. Для европейской версии игры изначально было открыто 5 серверов, названных в честь божеств Эберрона. В начале 2007 года после слияния европейских серверов, их осталось два.
Европейская версия игры, издателем которой являлся Codemasters, в августе 2010 года также перешла на систему free-to-play. В связи с истечением у издателя лицензии, европейским пользователям было предложено продолжить игру на американских серверах. В Китае игру издает компания Shanda.
В Южном полушарии отсутствуют официальные сервера игры, в Австралии издателем DDO является Atari, предлагающая австралийским пользователям игру на североамериканских серверах.
В России права на издание игры принадлежат компании Akella, но информации о локализации по состоянию на 29 июня 2011 года не имеется.

## Персонажи

### Расы
На данный момент в игре представлены следующие расы персонажей: люди, эльфы, дворфы, полурослики, боевые големы, полуэльфы, полуорки, тёмные эльфы (дроу), гномы и гуманоидная раса драконорожденных. Так же с Update 18 введены Iconic Heroes расы, включающие в себя расу теневых фей Shadar-Kai, служителей Morninglord Sun Elf (солнечных эльфов), разновидность людей Purple Dragon Knight, разновидность warforged Bladeforged и разновидности гномов Deep Gnomes.

### Классы
В игре представлены 14 классов, характеристики которых не зависят от расы. Это Варвар (Barbarian), Бард (Bard), Священник (Cleric), Воин (Fighter), Паладин (Paladin), Следопыт (Ranger), Плут (Rogue), Маг (Wizard), Колдун (Sorcerer), Избранная Душа (Favored Soul), Монах (Monks), Друид (Druid), Ремесленник (Artificer) и Чернокнижник (Warlock). Класс наиболее точно определяет ту роль, которую персонаж играет в путешествиях группы.

## Отзывы
| Сводный рейтинг | Сводный рейтинг |
| Агрегатор       | Оценка          |
| --------------- | --------------- |
| GameRankings    | 76,28 %         |

После выхода игры в 2006 году обозреватель «Игромании» Тимур Хорев писал: «Игра смертельно больна однообразием. <…> Мы получили онлайновую RPG, в которой интересно провести две недели, максимум три, изучить особенности игры и забыть о ней». Тогда игра получила от издания 6,5 баллов из 10.
Однако после перезапуска игры «Игромания» в 2010 году выпустила новую рецензию. Было отмечено, что игра лишилась многих недостатков первой версии, но осталась всё такой же специфической в плане игровой механики. По словам Олега Чебенеева, «игра стала почти идеальным развлечением для любителей рыскать в подземельях. <…> Получилась практически синглплеерная RPG — вы играете с живыми людьми, но, как только достигнете максимальной планки и зачистите все инстансы, можете считать DDO пройденной». В результате, оценка была поднята до 8 баллов.

### Официальные сайты
- Официальный североамериканский сайт  (англ.)

### Прочие
- Русскоязычный портал об игре (недоступная ссылка)
- Англоязычный вики ресурс по игре  (англ.)
- Сайт студии Standing Stone Games
- Сайт студии Daybreak Games